# إرنست هاينريش جورج
إرنست هاينريش جورج (بالألمانية: Ernst Heinrich Georg Ule)‏ (و. 1854 – 1915 م) هو مستكشف، وعالم نبات من ألمانيا . ولد في هاله .
توفي في برلين .